# Бессмертный, Василий Ефремович
Василий Ефремович Бессмертный (род. 1931, деревня Колтуши, СССР — 2005, деревня Колтуши, Россия) — первый председатель горисполкома города Апатиты в 1966—1981 годах.

## Биография
Василий Ефремович родился в 1931 году в деревне Колтуши Ленинградской области. В 1951 году пошёл работать мастером-технологом. Потом стал начальником цеха АНОФ-1 комбината «Апатит». В 1963 году стал главным инженером на АНОФ-2. В августе 1966 года избран председателем городского Совета.
В 1974 году, благодаря Василию Ефремовичу, город Апатиты завоевал переходящее Красное знамя Совета Министров РСФСР и ВЦСПС.
С 1981 года и до ухода на пенсию работал в Горном институте КФ АН СССР.
Награждён орденами Трудового Красного Знамени и «Знак Почета».
26 августа 1996 года присвоено звание «Почетный гражданин города Апатиты».
Умер в 2005 году в деревне Колтуши.